# José Linhares
José Linhares ([ʒuˈzɛ ʎĩˈȷ̃aɾis]; 28. ledna 1886 – 26. ledna 1957) byl brazilský politik, který krátce sloužil jako 15. prezident své země na přelomu let 1945 a 1946, v poslední fázi Vargasova režimu. Linhares byl v té době předsedou Nejvyššího federálního soudu a do prezidentského úřadu ho povolala armáda po Vargasově rezignaci. V Nejvyšším federálním soudu Linhares působil od roku 1937 až do odchodu na odpočinek roku 1956, po dvě období byl předsedou tohoto soudu. Během svého působení se zasloužil o obnovu brazilské demokracie.